# Cap Point

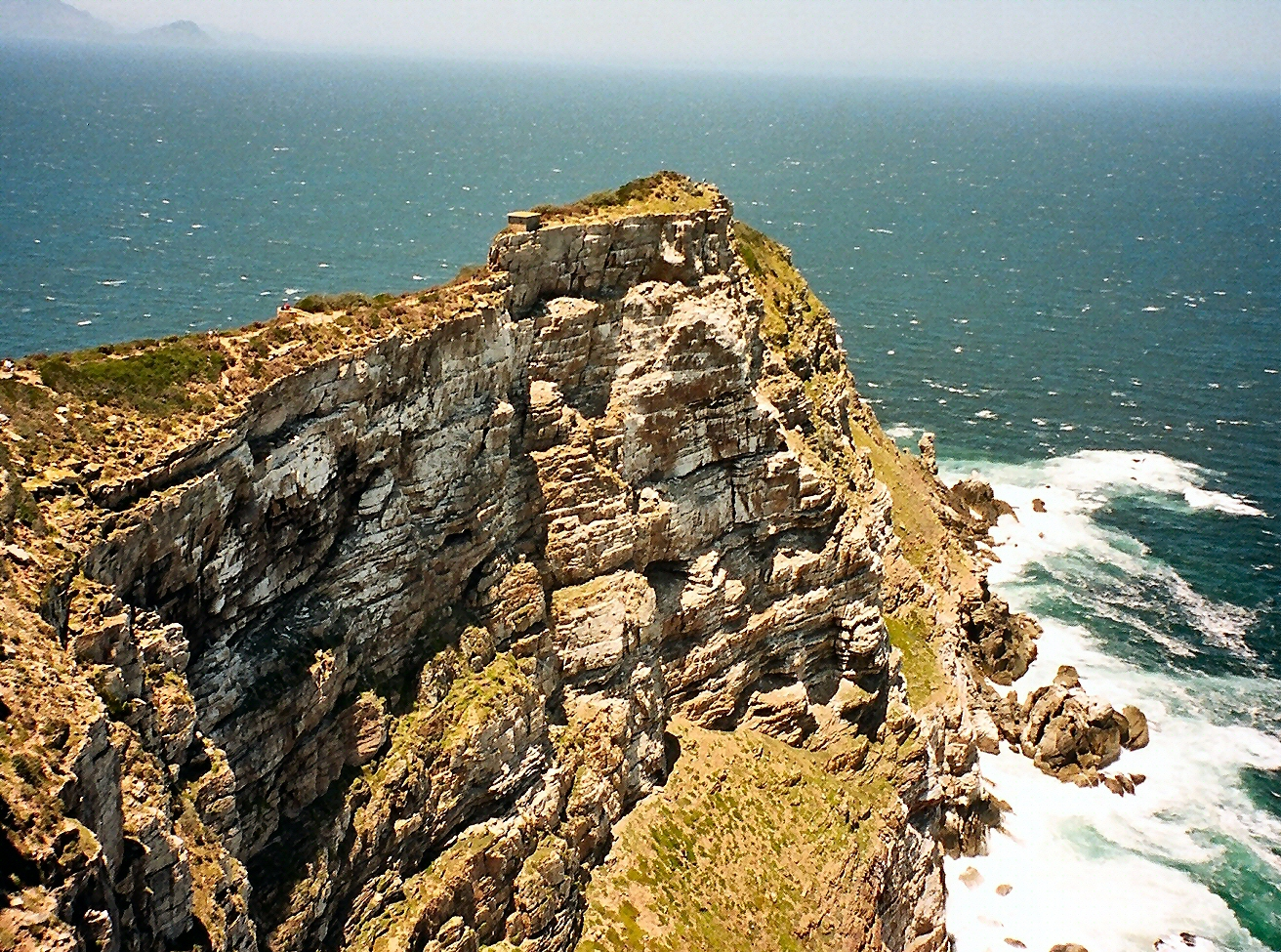
Cap Point

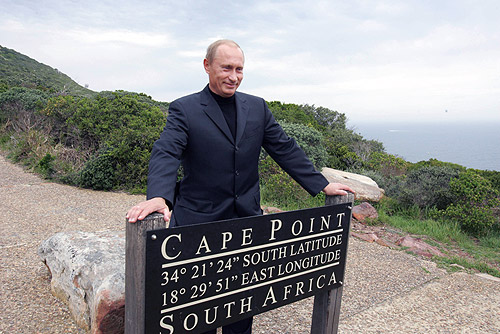
El aleshores President de Rússia Vladímir Putin a Cap Point el setembre de 2006.

Cap Point(en anglès:Cape Point) és un promontori a la cantonada sud-est de la Península del Cap, és una zona muntanyosa que va de nord a sud durant uns 30 km a la punta extrema sud-oest d'Àfrica dins la República de Sud-àfrica. Table Mountain i la Ciutat del Cap estan properes al nord d'aquesta península.

## Pics

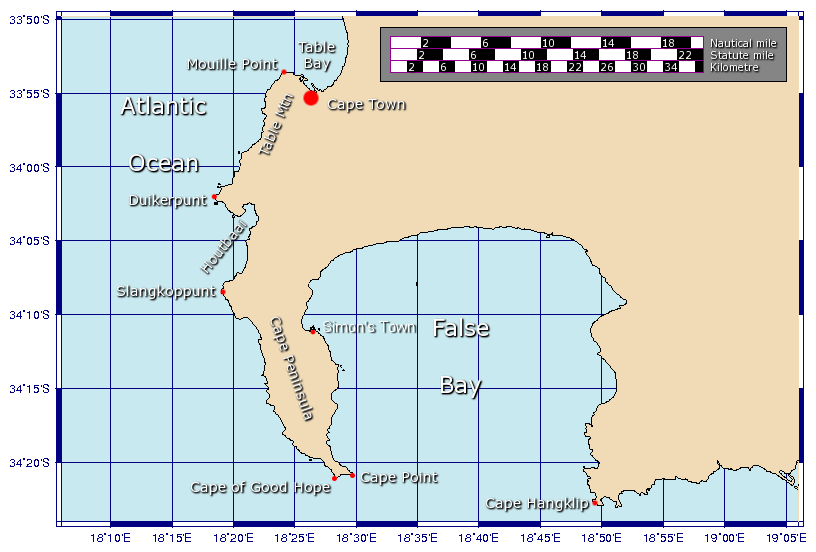
Mapa de la Península del Cap amb el Cap de Bona Esperança i el Cap Point.

El pic que hi ha sobre Cap Point és més alt que el que hi ha sobre Cap de Bona Esperança. Al Cap Point es presenten dos pics en el més alt hi ha un far. Hi ha un funicular. (Flying Dutchman Funicular).
Cap Point es troba dins del Table Mountain National Park. La seva vegetació correspon al tipus Peninsula Sandstone Fynbos.
De forma equivocada es diu que Cap Point és el lloc on es troben els corrents oceànics de Benguela (corrent fred provinent del sud de l'Atlàntic) i d'Agulhas (corrent càlid provinent de l'oceà Índic). De fet, el punt de trobada varia i normalment es troben entre Cap Agulhas i Cap Point. La trobada dels dos corrents crea el microclima de Ciutat del Cap i els seus voltants. Encara que no hi ha efectes visuals de la trobada dels corrents si que genera mala mar i remolins, molt perillosa històricament pels navegants.